# Élections générales néo-brunswickoises de 1874
L'élection générale néo-brunswickoise de 1874, aussi appelée la 23e élection générale, eut lieu en mai et en juin 1874 afin d'élire les membres de la 23e législature de l'Assemblée législative du Nouveau-Brunswick, au Canada. L'élection s'est déroulée avant la création des partis politiques.
Sur les 41 députés, 35 supportèrent le gouvernement, 5 formèrent l'Opposition officielle et le dernier resta neutre.
Le débat principal durant l'élection porta sur la Common School Act (Loi des écoles communes), votée en 1871. Les Irlandais et les Acadiens en particulier s'opposèrent à cette loi puisqu'elle interdisait toute présence religieuse dans les écoles publiques. Durant cette élection, le soutien du gouvernement impliquait un soutien de la loi.